# Bolarga bolivianus
Bolarga bolivianus är en insektsart som beskrevs av Henry Fairfield Osborn 1923. Bolarga bolivianus ingår i släktet Bolarga och familjen dvärgstritar. Inga underarter finns listade i Catalogue of Life.